# Rico Henry
Rico Antonio Henry (* 8. července 1997 Birmingham) je anglický profesionální fotbalista, který hraje na pozici levého obránce či křídelníka za anglický klub Brentford FC. Je odchovancem akademie Walsallu a je bývalým mládežnickým anglickým reprezentantem.

## Klubová kariéra

### Walsall
Henry se připojil k akademii Walsallu v roce 2008 ve věku 11 let. V roce 2014 podepsal s klubem svoji první profesionální smlouvu. V klubu debutoval 9. prosince 2014 v semifinále EFL Trophy proti Tranmere Rovers. Svůj ligový debut si odbyl o 4 dny později, když odehrál celý zápas proti Barnsley. Henry si 24. února 2015 vykloubil rameno v ligovém zápase proti Prestonu North End a do konce sezóny nastoupil už jen do jediného zápasu. V sezóně 2014/15 tak odehrál 9 ligových utkání, v dubnu 2015 podepsal prodloužení smlouvy o dva roky a na konci sezóny byl jmenován nejlepším mladým hráčem klubu.
Henry se stal v sezóně 2015/16 stabilním členem základní sestavy. Odehrál 44 zápasů, ve kterých vstřelil tři branky, podepsal novou tříletou smlouvu a byl nominován do anglické reprezentace do 19 let. Walsall skončil v sezóně ma 3. příčce v League One, a zajistil si tak účast v postupovém play-off, v semifinále ale po výsledcích 0:3 a 1:3 proti Barnsley ztratil možnost postoupit. Henry byl za své výkony v průběhu sezóny oceněn nominací do nejlepší jedenáctky soutěže.
Henry odehrál v sezóně 2016/17 v dresu Walsallu tři zápasy předtím, než si 13. srpna 2016 obnovil zranění ramene v zápase proti Oldhamu Athletic.

### Brentford
Dne 31. srpna 2016 přestoupil Henry do druholigového Brentfordu za částku okolo 1,5 milionů liber. V klubu podepsal pětiletou smlouvu a potkal se zde s trenérem Deanem Smithem, který jej trénoval již ve Walsallu. Kvůli zranění ramene v klubu debutoval až 21. února 2017, a to při výhře 2:1 nad Sheffieldem Wednesday. Rychle se dostal do základní sestavy, ve které nahradil Toma Fielda a do konce sezóny stihl odehrát 12 zápasů předtím, než v květnu 2017 utrpěl zranění kolene při tréninku.
Henry se vrátil na hřiště na začátku sezóny 2017/18, ta ale pro něj skončila již 30. září, když si v zápase proti Middlesbrough poranil přední zkřížený vaz, a musel tak na operaci. Henry nastoupil do soutěžního zápasu až 24. listopadu 2018, tedy téměř 14 měsíců od svého zranění, a to právě proti Middlesbrough. Svůj první gól v dresu Brentfordu vstřelil 12. ledna 2019 při výhře 3:1 nad Stoke City.
V srpnu 2019 podepsal nový čtyřletý kontrakt s klubem. V sezóně 2019/20 nechyběl v jediném ligovém zápase klubu, kterému svými výkony pomohl k celkové třetí příčce v lize, a tedy k postupu do play-off. V něm nejprve Brentford postoupil přes velšskou Swansea; ve finále ale podlehl Fulhamu 1:2 po prodloužení.
Sezónu 2020/21 Henrymu předčasně ukončilo únorové natržení hamstringu. Na hřiště se vrátil až v semifinále postoupového play-off, ve kterém nastoupil do prvního zápasu semifinále proti Bournemouthu. Brentford postoupil před Bournemouth a ve finále si poradil se Swansea, a poprvé ve své historii postoupil do Premier League. Henry byl, i přestože velkou část sezóny absentoval kvůli zranění, zvolen do nejlepší jedenáctky soutěže.
Henry debutoval v Premier League 13. srpna při výhře 2:0 nad londýnským Arsenalem v prvním kole soutěže. Svůj první gól v nejvyšší soutěži vstřelil 6. listopadu do sítě Norwiche při prohře 1:2 a o dva týdny později se znovu střelecky prosadil, tentokrát při remíze 3:3 proti Newcastlu. Henry v březnu 2022 podepsal s klubem novou smlouvu, a to do roku 2026.

## Reprezentační kariéra
Henry, který se narodil v Anglii a reprezentoval svoji rodnou zem na mládežnických úrovních, je jamajského původu a vyjádřil zájem reprezentovat Jamajku na mezinárodní úrovni.

## Statistiky
K 20. březnu 2022
| Klub      | Sezóna  | Liga           | Liga   | Liga | FA Cup | FA Cup | EFL Cup | EFL Cup | Ostatní | Ostatní | Celkem | Celkem |
| Klub      | Sezóna  | Liga           | Zápasy | Góly | Zápasy | Góly   | Zápasy  | Góly    | Zápasy  | Góly    | Zápasy | Góly   |
| --------- | ------- | -------------- | ------ | ---- | ------ | ------ | ------- | ------- | ------- | ------- | ------ | ------ |
| Walsall   | 2014/15 | League One     | 9      | 0    | 0      | 0      | 0       | 0       | 1       | 0       | 10     | 0      |
| Walsall   | 2015/16 | League One     | 37     | 2    | 4      | 0      | 3       | 1       | 0       | 0       | 44     | 3      |
| Walsall   | 2016/17 | League One     | 2      | 0    | —      | —      | 1       | 0       | 0       | 0       | 3      | 0      |
| Walsall   | Celkem  | Celkem         | 48     | 2    | 4      | 0      | 4       | 1       | 1       | 0       | 57     | 3      |
| Brentford | 2016/17 | Championship   | 12     | 0    | 0      | 0      | —       | —       | —       | —       | 12     | 0      |
| Brentford | 2017/18 | Championship   | 8      | 0    | 0      | 0      | 0       | 0       | —       | —       | 8      | 0      |
| Brentford | 2018/19 | Championship   | 14     | 1    | 2      | 0      | 0       | 0       | —       | —       | 16     | 1      |
| Brentford | 2019/20 | Championship   | 49     | 0    | 1      | 0      | 1       | 0       | —       | —       | 51     | 0      |
| Brentford | 2020/21 | Championship   | 31     | 1    | 0      | 0      | 4       | 0       | —       | —       | 35     | 1      |
| Brentford | 2021/22 | Premier League | 26     | 2    | 1      | 0      | 2       | 0       | —       | —       | 29     | 2      |
| Brentford | Celkem  | Celkem         | 140    | 4    | 4      | 0      | 7       | 0       | —       | —       | 151    | 4      |
| Celkem    | Celkem  | Celkem         | 188    | 6    | 8      | 0      | 11      | 1       | 1       | 0       | 208    | 7      |

## Ocenění

### Individuální
- Jedenáctka sezóny EFL Championship: 2020/21[31]
- Jedenáctka sezóny EFL League One: 2015/16[37]
- Hráč měsíce EFL League One: září 2015[38]
- Mladý hráč roku Walsallu: 2014/15[8]